# Ron Rivest

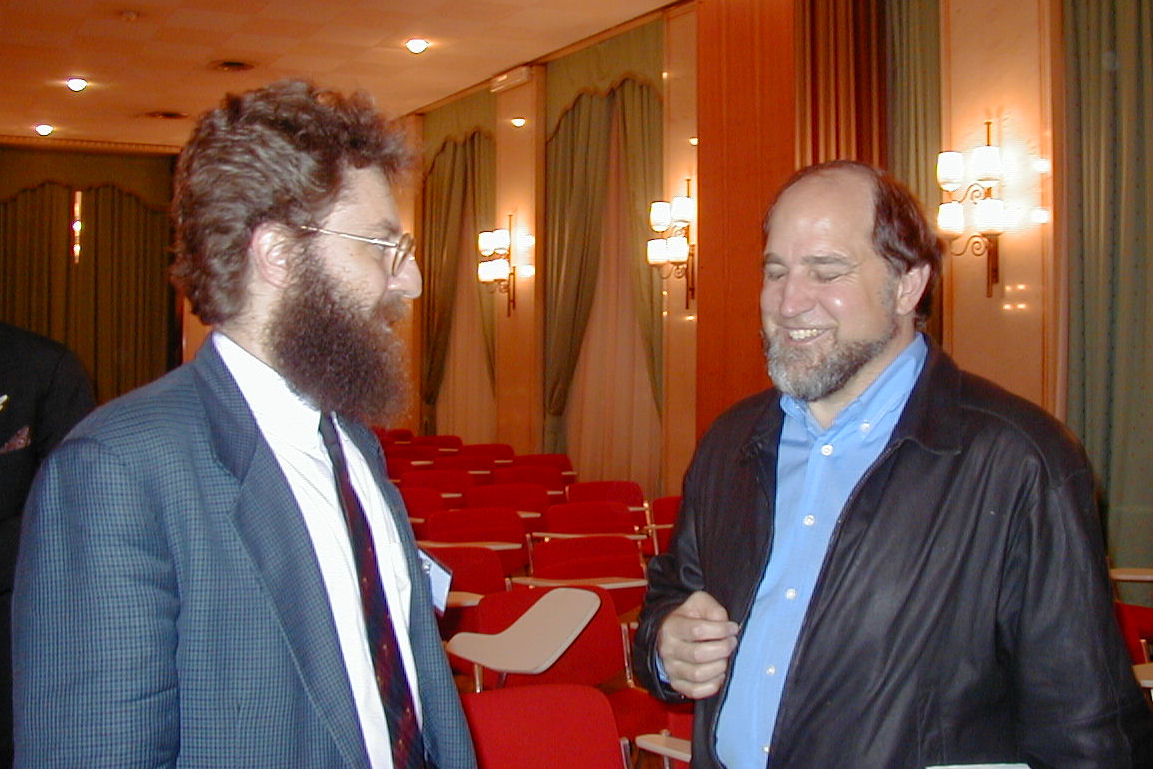
Ron Rivest (rechts), 1999.

Ronald Linn (Ron) Rivest (Schenectady (New York), 1947) is een Amerikaans wiskundige en informaticus. Hij is gespecialiseerd in de cryptografie en is (mede-)ontwerper van verschillende algoritmes op dit gebied. Daarnaast is hij bekend om zijn algemene werk op het gebied van algoritmen in de theoretische informatica. Hij is een winnaar van de Turing Award en momenteel werkzaam als hoogleraar informatica aan de faculteit Elektrotechniek en Informatica bij MIT; hij bekleedt er de "Andrew and Erna Viterbi" leerstoel.

## Biografie
Rivest behaalde zijn bachelor graad in de wiskunde aan de Yale University in 1969, gevolgd door een doctoraat in de informatica te Stanford in 1974. Samen met Thomas H. Cormen, Charles E. Leiserson en Clifford Stein publiceerde hij het standaardwerk Introduction to Algorithms, waarin de grondbeginselen van de algoritmiek behandeld worden, gevolgd door een uitgebreide behandeling van een groot aantal standaardalgoritmen.
Buiten de theoretische informatica is Rivest vooral bekend om zijn werk aan asymmetrische cryptografie, samen met Len Adleman en Adi Shamir. Samen ontwikkelden zij het RSA algoritme, waarvoor ze in 2002 de Turing Award ontvingen.
Rivest is ook de uitvinder van een aantal symmetrische encryptie-algoritmen, waaronder RC2, RC4, RC5 en RC6 – waarin "RC" staat voor "Rivest Cipher" of "Ron's Code". Hij ontwikkelde ook RC1 en RC3, maar deze werden nooit gepubliceerd omdat ze tijdens de ontwikkeling bij RSA Security al gebroken werden. Daarnaast is Rivest de uitvinder van verschillende hashfuncties als MD2, MD4 en MD5.
Rivest is lid van de MIT Computer Science and Artificial Intelligence Laboratory (CSAIL) (onderdeel van de vakgroep Berekenbaarheid) en is medeoprichter van de Cryptography and Information Security Group van het CSAIL. Hij is ook mede-oprichter van RSA Data Security (dat na een fusie met Security Dynamics nu RSA Security heet) en van Peppercoin. Zijn onderzoeksgebieden zijn cryptografie, beveiliging van computers en netwerken en algoritmiek.
Rivest is lid van de Amerikaanse National Academy of Engineering, de National Academy of Sciences en is een Fellow van de Association for Computing Machinery, de International Association for Cryptographic Research, en de American Academy of Arts and Sciences. Samen met Shamir en Adleman ontving hij in 2000 de Koji Kobayashi Computers and Communications Award en de Secure Computing Lifetime Achievement Award. Hij heeft van de universiteit van Rome een eredoctoraat gekregen en is een Fellow van de World Technology Network. In 2002 was hij finalist bij de World Technology Award for Communications Technology. En in 2005 ontving hij de MITX Lifetime Achievement Award.